# Liste des prévôts des marchands de Lyon
 (novembre 2013).
Si vous disposez d'ouvrages ou d'articles de référence ou si vous connaissez des sites web de qualité traitant du thème abordé ici, merci de compléter l'article en donnant les références utiles à sa vérifiabilité et en les liant à la section « Notes et références ».
Voici une liste non exhaustive de conseillers de ville et prévôts des marchands de Lyon à partir de 1448 et jusqu'à la municipalité en 1790.

## Liste chronologique
- 1503 : Charles (de) Chaponnay, conseiller en ville.
- 1533 : Nicolas (de) Chaponnay, conseiller en 1533, échevin en 1535, seigneur de Feyzin. Il fut l'un des fondateurs de l'Aumône générale ou Hôpital de la Charité à Lyon.
- 1550-1551 : Pierre-Blaise de Baglion dit "Bello", conseiller échevin au Consulat de Lyon (olim Piero-Biagio Baglioni puis Pierre-Blaise Baillony, de Ballony, de Baillony, de Baillon, et enfin de Baglion), seigneur de Saillant et de la Dargoire. Issu de la famille Baglioni de Pérouse, il obtient, en 1552, des lettres de naturalisation enregistrées à la sénéchaussée de Lyon, par sentence du 18 janvier 1554.

Henri IV établit en 1596 la fonction de prévôt des marchands avec le titre et le pouvoir de commandement sur les travaux du consulat de Lyon. Cette fonction se perpétue jusqu'en 1790.
- 1596-1598 : René de Thomassin : chevalier seigneur de Montmartin. La famille Thomassin est également connue par Claude Thomassin, seigneur de Montmartin et conservateur des privilèges des foires de Lyon (en 1499, il fait ouvrir la rue qui porte le nom de la famille sur un terrain lui appartenant.
- 1598-1600 : Balthazard de Villars : conseiller du Roi et lieutenant particulier, civil et criminel en la sénéchaussée de Lyon.
- 1600-1602 : Pierre de Baglion (olim de Baillon, fils de Pierre-Blaise cité plus haut) : baron de Jons, seigneur de Saillant, de la Dargoire et de Combelande, gentilhomme ordinaire de la Chambre du Roi, chevalier de l'Ordre de Saint-Michel.
- 1602-1604 : Humbert Grolier : seigneur du Soleil et de Septeviel, chevalier de l'Ordre de Saint-Michel.
- 1604-1606 : Artus Henry (d) , baron de Rétourtour, seigneur de Jarniost, d'Escoussieu, de Bourgoin, de la Salle, Vaux et Quincieux, conseiller, maître d'hôtel ordinaire du roi, trésorier de France en la généralité d'Auvergne.
- 1606-1608 : Pierre Scarron : seigneur de La Parerle, de La Tour du Pin, de Quinsonas, de Ceyssieu
- 1608-1610 : Marc-Antoine de Camus[1] : Sieur du Péron, trésorier général de France au bureau de Lyon
- 1610-1612 : Balthazard de Villars : voir 1598-1600
- 1612-1614 : Jean Sève, seigneur de Fromente et Fléchères
- 1614-1616 : Pierre d'Austrein (d)  : conseiller du roi, lieutenant particulier en la sénéchaussée et siège présidial de Lyon, auditeur de camp au gouvernement de Lyonnais-Forez-Beaujolais, président du parlement de Dombes.
- 1616-1618 : Aimé Baraillon, conseiller du roi, trésorier de France.
- 1618-1621 : François de Merle, conseiller du roi, président, trésorier de France à Lyon.
- 1621-1623 : Pierre de Sève, seigneur de Montely
- 1623-1625 : Pierre de Montconys, écuyer, seigneur de Liergues et de Pouilly, conseiller du roi, lieutenant criminel au présidial de Lyon, maître des requêtes en Dombes.
- 1625-1626 : Jean Dinet, conseiller du roi, président en l'Élection de Lyon.
- 1626-1627 : Balthazar de Villars, seigneur de Laval, conseiller d'État, président au parlement de Dombes.
- 1627-1630 : François de Chaponnay : seigneur de Feyzin et Bellegarde, chevalier de l'ordre du roi.
- 1630-1632 : Mathieu de Sève, seigneur de Saint-André, Fromente et Fléchères, conseiller du roi, président, trésorier de France à Lyon.
- 1632-1634 : Claude Pellot, chevalier, seigneur de Port-David et Sandars, conseiller du roi, trésorier de France à Lyon
- 1634-1636 : Antoine de Pures, baron de Balmont, chevalier de l'ordre du roi, maître ordinaire de son hôtel.
- 1636-1638 : Jean Charrier, chevalier, seigneur de La Rochette, conseiller du roi, trésorier de France en la Généralité de Lyon.
- 1638-1640 : Eléonor de Baglion (olim de Baillon, fils de Pierre cité plus haut), baron de Jons, seigneur de Saillant, de la Salle, Vaux et Quincieux, l'un des 24 gentilshommes de la Maison de Louis XIII et chevalier de son Ordre.
- 1640-1642 : Pierre Loubat, chevalier, conseiller du roi, trésorier de France en la Généralité du Dauphiné.
- 1642-1644 : Alexandre de Mascrany (ou Mascrani). Il est issu d'une famille originaire du canton des Grisons en Suisse qui s'installe à Lyon à la fin du XVIe siècle. Alexandre Mascrany posséda l'hôtel nommé "la Maison Rouge", place Bellecour où il reçut Louis XIV[2]. Conseiller du roi, trésorier de France à Lyon.
- 1644-1650 : Pierre de Sève, baron de Fléchères (à Fareins, Ain), président du présidial et lieutenant général en la sénéchaussée de Lyon.
- 1650-1652 : Charles Grolier, écuyer, seigneur de Cazault et Bellescize, avocat et procureur général de la ville
- 1652-1654 : Gaspard de Montconys, seigneur de Liergues et Pouilly, conseiller du roi et lieutenant général & criminel au présidial de Lyon.
- 1654-1658 : Jacques Guignard, seigneur de Bellevue, vicomte de Saint-Priest, conseiller du roi, président en la Cour des aides du Dauphiné.
- 1658-1660 : François de Baglion (olim de Baillon, fils d'Eléonor cité plus haut), chevalier, baron de Jons, baron puis comte de La Salle, seigneur de Saillant, Vaux, Quincieux, Charette et autres lieux, gentilhomme du Prince de Condé, gentilhomme de la Chambre du Roi, commandant de la Noblesse du Lyonnais, Forez et Beaujolais, capitaine-lieutenant de la compagnie du comte de Montrevel.
- 1660-1662 : Hugues de Pomey, seigneur de Rochefort, des Sauvages et Rancé, conseiller du roi au présidial de Lyon.
- 1662-1664 : Marc Antoine du Sausay, seigneur de Jarnosse et La Molière, conseiller du roi, lieutenant particulier au présidial de Lyon.
- 1664-1666 : Gaspard Charrier, écuyer, conseiller du roi, lieutenant particulier & criminel au présidial de Lyon.
- 1666-1667 : Laurent de la Veuhe, chevalier, comte de Chevrières, baron de Cury, conseiller du roi, président trésorier de France.
- 1667-1669 : Paul de Mascrany, écuyer; seigneur de La Verrière
- 1669-1670 : Constant de Silvecane, conseiller du roi, président, commissaire général pour sa majesté en la Cour des Monnaies à Lyon.
- 1670-1671 : Constant de Ponsaimpierre
- 1671-1673 : Jean Charrier, chevalier, baron de Sandrans, seigneur de La Barge, conseiller du roi & trésorier général de France en la généralité de Lyon
- 1673-1675 : Charles Grolier, seigneur de Cazault, maréchal de batailles ès armées du roi .
- 1675-1676 : Philibert de Masso, chevalier, seigneur du Plantin et de La Ferrière, maréchal de batailles ès armées du roi.
- 1676-1677 : Lambert de Ponsaimpierre, seigneur du Perron
- 1677-1679 : Balthazard de Chaponnay, fils de Humbert de Chaponnay (intendant du Bourbonnais en 1638) et issu de la longue lignée de Chaponnay (dont le premier membre connu à Lyon est un Pons (ou Ponce) de Chaponnay, citoyen de Lyon en 1209), arrière-petit-fils de Nicolas de Chaponnay (échevin en 1535)[3] . Balthazar de Chaponnay était également seigneur de Pléméan.
- 1679-1681 : Thomas de Moulceau, écuyer, seigneur du Mas
- 1681-1683 : Louis Gayot
- 1683-1685 : Lambert de Ponsaimpierre, seigneur du Perron
- 1685-1687 : Claude Pécoil, seigneur de Villedieu-de-Reveux, La Liègue et Montverdun
- 1687-1689 : Laurent Pianello-Besset, seigneur de La Valette
- 1689-1691 : Gaspard Baraillon, chevalier, seigneur de La Combe
- 1691 : Étienne de Bartholy, chevalier
- 1691-1694 : Jean Baptiste Dulieu, écuyer
- 1694-1696 : Mathieu de Sève, seigneur de Saint-André, Limonest, Villette et Egrelonges
- 1696-1700 : Louis Dugas, écuyer, seigneur de Savounoux et Bois-Saint-Just
- 1700-1703 : Jean Vaginay, seigneur de Montpiney et Léronde
- 1704-1708 : Benoît Cachet de Montézan, chevalier, comte de Garnerans, seigneur de Balmont, la Poipe, Lurcy, premier président du Parlement de Dombes.
- 1708-1715 : Louis Ravat, seigneur des Mazes, conseiller en la cour des monnaies de Lyon. Pendant l'émeute de 1714, il dit : "Je me ferai plutôt piler dans un mortier que de faire la moindre concession aux séditieux"[4]
- 1716-1724 : Pierre Chollier, chevalier, comte de Cibeins, baron d'Albigny, seigneur de Bully
- 1724-1730 : Laurent Dugas, chevalier, seigneur de Bois-Saint-Just
- 1730-1740 : Camille Perrichon, chevalier de l'Ordre de Saint-Michel
- 1740-1745 : Jacques Annibal Claret de La Tourrette, chevalier, baron d'Éveux, seigneur de La Tourette et Fleurieu
- 1745-1750 : Hugues de Rivérieulx de Varax, seigneur de Varax, Marcilly, Civrieu, Losanne, etc., président en la cour des monnaies et lieutenant général criminel en la sénéchaussée de Lyon [5].
- 1750-1752 : Pierre Dugas, chevalier, seigneur de Thurins, Quinsonnas et Savounoux
- 1753-1764 : Jean-Baptiste Flachat : écuyer, seigneur de Saint-Bonnet-les-Oules, chevalier de l'Ordre de Saint-Michel
- 1764-1772 : Charles Jacques Leclerc, chevalier, seigneur de La Verpillière, chevalier de l'Ordre de Saint-Louis
- 1772-1776 : Claude Espérance de Regnauld[7], seigneur de Bellescize, La Thibaudière, Charlieu, chevalier de l'Ordre de Saint-Louis
- 1776-1779 : Claude Rivérieulx : (Lyon 7 août 1701, Lyon 19 avril 1790) : secrétaire du Roi, écuyer, échevin de Lyon (1739-1740). En 1741 il acquiert auprès de Abraham de Thélis pour 70 000 livres la seigneurie de Chambost et en prit le nom [8]
- 1779-1784 : Antoine Fay[9], chevalier, seigneur et baron de Sathonay et d'Albonne, conseiller à la Cour des Monnaies de Lyon (29 mai 1748) ; conseiller du roi en ses conseils, commandant de la ville de Lyon (1779-1784), comparant à Lyon en 1789 pour le fief d'Albonne ; marié à Lyon le 4 septembre 1753 à Elisebeth Rogot, fille de noble Julien, écuyer, échevin de Lyon, et d'Hélène Rivière
- 1785-1789 : Louis Tolozan de Montfort[10] : chevalier, né à Lyon le 29 juin 1726 et mort à Lyon le 1er décembre 1811. Il fut auparavant trésorier et receveur de la ville de Lyon, de 1775 à 1784. La maison des Tolozan[11], qu'il habita, fut construite par son père Antoine Tolozan, sur la place homonyme à Lyon, par l'architecte Ferdinand-Sigismond Delamonce. La porte majestueuse de l'édifice est l'entrée d'une traboule qui aboutit petite rue des Feuillants.

À partir de 1790, les prévôts des marchands laissent leur place aux maires de Lyon.